# Йованович, Боян
Боян Йованович (англ. Boyan Jovanovic; 4 мая 1951, Белград) — американский экономист сербского происхождения.
Бакалавр (1972) и магистр (1973) Лондонской школы экономики; доктор философии (1978) Чикагского университета. Профессор Нью-Йоркского университета. Президент Общества экономической динамики (с 2003). Член Американской академии искусств и наук (с 2003).

## Основные произведения
- «Обучение на собственном опыте и выбор технологии» (Learning by Doing and the Choice of Technology, 1996);
- «Контракты и деньги» (Contracts and Money, 1997);
- «Асимметричные циклы» (Asymmetric Cycles, 2006).